# Unité urbaine de Pont-de-Roide-Vermondans
L'unité urbaine de Pont-de-Roide-Vermondans est une unité urbaine française centrée sur la ville de Pont-de-Roide-Vermondans dans le département du Doubs et la région Bourgogne-Franche-Comté.

## Données globales
En 2010, selon l'Insee, l'unité urbaine de Pont-de-Roide-Vermondans est composée de trois communes, toutes situées dans le département du Doubs, plus précisément dans l'arrondissement de Montbéliard.
En 2021, avec 5 421 habitants, elle constitue la cinquième unité urbaine la plus peuplée du département du Doubs, derrière celles de Besançon, Montbéliard, Pontarlier, Morteau et Pouilley-les-Vignes qui occupent les cinq premiers rangs au niveau départemental.

## Délimitation de l'unité urbaine de 2020
L'Insee a procédé à une révision de la délimitation de l'unité urbaine de Pont-de-Roide en 2020 qui est ainsi composée de trois communes urbaines :
| Nom                      | Code Insee | Statut | Superficie (km2) | Population (dernière pop. légale) | Densité (hab./km2) |
| ------------------------ | ---------- | ------ | ---------------- | --------------------------------- | ------------------ |
| Autechaux-Roide          | 25033      |        | 6,56             | 497 (2022)                        | 76                 |
| Bourguignon              | 25082      |        | 5,56             | 880 (2022)                        | 158                |
| Pont-de-Roide-Vermondans | 25463      |        | 13,58            | 3 971 (2022)                      | 292                |

## Évolution démographique
L'unité urbaine de Pont-de-Roide-Vermondans se caractérise par une croissance démographique contrastée depuis 1968.
| 1968  | 1975  | 1982  | 1990  | 1999  | 2010  | 2020  | 2022  |
| ----- | ----- | ----- | ----- | ----- | ----- | ----- | ----- |
| 6 262 | 6 630 | 6 272 | 6 348 | 6 231 | 5 986 | 5 492 | 5 348 |

Histogramme

(élaboration graphique par Wikipédia)
|   | Commune                  | Population (2022) | Variation annuelle 2020-2022 | Population (2020) | Variation annuelle 2010-2020 | Population (2010) | Variation annuelle 1999-2010 | Population (1999) | Variation annuelle 1990-1999 | Population (1990) |
| - | ------------------------ | ----------------- | ---------------------------- | ----------------- | ---------------------------- | ----------------- | ---------------------------- | ----------------- | ---------------------------- | ----------------- |
| 1 | Pont-de-Roide-Vermondans | 3 971             | - 1,43 %                     | 4 088             | - 0,85 %                     | 4 468             | - 0,59 %                     | 4 781             | - 0,45 %                     | 4 983             |
| 2 | Bourguignon              | 880               | - 0,45 %                     | 888               | - 0,70 %                     | 955               | 0,52 %                       | 903               | 1,07 %                       | 824               |
| 3 | Autechaux-Roide          | 497               | - 1,84 %                     | 516               | - 0,83 %                     | 563               | 0,28 %                       | 546               | 0,10 %                       | 541               |

## Sources
1. ↑  Évolution démographique de l'unité urbaine de Pont-de-Roide entre 1968 et 2009